# Papež Melkijad
Sveti Melkijad,  je bil rimski papež (in  mučenec glej: Ocena)  Rimskokatoliške cerkve. * 3. stoletje n. št. v Afriki, † 10. januarja 314 v Rimu (Italija, Rimsko cesarstvo). 

## Življenjepis
28. oktobra 312 je cesar Konstantin Veliki premagal Maksencija pri Milvijskem mostu. Februarja 313 je skupaj s sovladarjem Licinijem izdal tako imenovani Milanski odlok, v katerem je zajamčena svoboda veroizpovedi za vse vere, tudi za krščanstvo. To je pomenilo novo obdobje v odnosih med pogansko državo in krščanstvom, ki je do tedaj veljalo za državnega sovražnika in izenačenje kristjanov s pogani; s tem odlokom je uradno prenehalo tristoletno preganjanje in začelo se je sodelovanje. Tako je bil Melkijad prvi papež, ki je v resnični svobodi mogel opravljati svoje poslanstvo. 
Ko je Konstantin osvojil Rim, je podaril papežu Lateransko palačo, ki bo odslej papeška rezidenca in upravno središče krščanstva. Cerkevi so vrnili tudi zajeto premoženje.
V letu 313 je Miltijad vodil Lateransko sinodo v Rimu, ki je oprostila pravilno izvoljenega škofa Cecilijana iz Kartagine in obsodila Donata ter njegovo ločino imenovano donatizem. Povabili so ga tudi na cerkveni zbor v Arles, toda prej je umrl.

### Določba
- Liber Pontificalis mu pripisuje, da je prepovedal kristjanom post ob četrtkih in nedeljah,

"ker na te dneve opravljajo pogani svoj post".

## Smrt in češčenje
Njegov god je 10. januarja (prej 10. decembra); to je dan njegove smrti.
Pokopan je v Kalistovih katakombah v Rimu. 

### Ocena
- Liber Pontificalis iz 5. stoletja pripisuje uvedbo nekaterih poznejših običajev Miltijadu, med drugim prepoved posta ob četrtkih in nedeljah; po drugi strani pa nekateri teologi menijo, da so te prepovedi obstajale celo pred Miltijadom.

- Od 13. stoletja dalje so svetega Melkijada v Rimskem koledarju častili po pomoti kot mučenca 10. decembra. Leta 1969 je izbrisan naziv mučenec; od tedaj se slavi Melkijad na svoj smrtni dan 10. januarja kot neobvezni spomin.